# Romersk diktator
Diktator var titeln på en ämbetsman i den romerska republiken, som tillsattes vid särskilda tillfällen och som innehade en fullt laglig myndighet. Han var en för ett visst tillfälle utsedd ämbetsbroder åt konsulerna, men med vidsträcktare befogenhet än dessa.
Vanligen tillsattes diktatorn för ett bestämt ändamål eller som en nödåtgärd i kristider för att anföra hären vid hotande krigsfara. Diktatorn var då egentligen anförare för fotfolket och utnämnde själv en magister equitum (rytteribefälhavare), som stod under honom.
Ämbetstiden var enligt sakens natur inskränkt till den tid, som uppdragets utförande krävde, och fick ej överstiga sex månader. Diktatorn utnämndes av en konsul (eller konsulartribun), vanligen på grund av ett senatsbeslut.
Småningom kom diktaturen ur bruk. För krigiskt ändamål tillsattes en diktator sista gången år 216 f. Kr. och för annat uppdrag år 202 f. Kr. Visserligen förekom diktaturer även därefter, såsom Sullas och Cæsars men dessa var strängt taget av annat slag, och åtminstone den första var icke inskränkt till viss tid. År 44 f. Kr. avskaffade Marcus Antonius  detta ämbete för alltid. 